# Tom Daly (réalisateur)
Pour les articles homonymes, voir Tom Daly.
Tom Daly (25 avril 1918 à Toronto - 18 septembre 2011) est un producteur, monteur, réalisateur et scénariste canadien qui était la responsable de l'unité anglophone Studio B à l'Office national du film du Canada dans les années 1950 et 1960. Il a travaillé sur environ 400 films à l'ONF durant ses quarante années de carrière et a été nommé Officier de l'Ordre du Canada en 2000.

## Filmographie

### Comme producteur
- 1943 : The Gates of Italy
- 1944 : Road to the Reich
- 1944 : Battle of Europe
- 1945 : Ordeal by Ice
- 1945 : Guilty Men
- 1945 : Gateway to Asia
- 1945 : Atlantic Crossroads
- 1946 : Out of the Ruins
- 1946 : The Challenge of Housing
- 1946 : Canada: World Trader
- 1947 : The People Between
- 1947 : Fraternité
- 1947 : Eye Witness No. 1
- 1948 : Yellowknife, Canada
- 1948 : Who Will Teach Your Child?
- 1948 : Hungry Minds
- 1948 : Chantons Noël
- 1948 : Canadian International Trade Fair
- 1949 : Teeth Are to Keep
- 1949 : Science at Your Service
- 1949 : On Stage!
- 1949 : Family Circles
- 1949 : 4 Songs by the 4 Gentlemen
- 1950 : The Unadulterated Truth
- 1950 : Making Primitive Stone Tools
- 1950 : A Friend at the Door
- 1950 : Feelings of Depression
- 1950 : Family Tree
- 1951 : V for Volunteers
- 1951 : Sur le pont d'Avignon
- 1951 : Sing a Little
- 1951 : Royal Journey (en)
- 1951 : Pen Point Percussion
- 1951 : The Longhouse People
- 1951 : Folksong Fantasy
- 1951 : Fighting Forest Fires with Hand Tools
- 1951 : Caribou Hunters
- 1951 : Canada's Awakening North
- 1951 : Breakdown
- 1952 : Warp and Weft
- 1952 : Trade Fair
- 1952 : Sports et transports!
- 1952 : Lismer
- 1952 : Age of the Beaver
- 1952 : Breakdown (en)
- 1953 : Winter in Canada
- 1953 : Varley
- 1953 : Shyness
- 1953 : A Shocking Affair
- 1953 : Rescue Party
- 1953 : Poison Ivy Picnic
- 1953 : The Newcomers
- 1953 : Highlights from Royal Journey
- 1953 : Fighting Forest Fires with Power Pumps
- 1953 : Dick Hickey: Blacksmith
- 1953 : Canadian Notebook
- 1954 : A Thousand Million Years
- 1954 : Salt Cod
- 1954 : Riches of the Earth
- 1954 : Physical Regions of Canada
- 1954 : Paul Tomkowicz: Street-railway Switchman
- 1954 : Drôle de Micmac (One Little Indian)
- 1954 : Mountains of the West
- 1954 : Look Before You Leap
- 1954 : The Homeless Ones
- 1954 : Corral (en)
- 1955 : To Serve the Mind
- 1955 : The Structure of Unions
- 1955 : No Longer Vanishing
- 1955 : The Jolifou Inn
- 1955 : Iron from the North
- 1955 : Grain Handling in Canada
- 1955 : Gold
- 1955 : Farm Calendar
- 1956 : Introducing Canada
- 1956 : The Great Lakes: St. Lawrence Lowlands
- 1956 : Forest Fire Suppression
- 1956 : Canadian Venture
- 1957 : Putting It Straight
- 1957 : Profile of a Problem Drinker
- 1957 : The Precambrian Shield
- 1957 : Looking Beyond: Story of a Film Council
- 1957 : It's a Crime
- 1957 : The Great Plains
- 1957 : Fifty Miles from Poona
- 1957 : Capitale de l'or
- 1957 : Canadian Profile
- 1957 : Blue Vanguard: Revised
- 1957 : The Atlantic Region
- 1957 : L'Année à la ferme
- 1958 : Wheat Rust
- 1958 : Stigma
- 1958 : Smoke and Weather
- 1958 : Railroaders
- 1958 : Police
- 1958 : Pilgrimage
- 1958 : Memory of Summer
- 1958 : The Living Stone (en)
- 1958 : High Arctic: Life on the Land
- 1958 : A Foreign Language
- 1958 : The Face of the High Arctic
- 1958 : The Days Before Christmas
- 1958 : Country Threshing
- 1958 : The Changing Forest
- 1958 : Blood and Fire
- 1958 : Trans Canada Summer
- 1959 : Radiation
- 1959 : Pangnirtung
- 1959 : Glenn Gould: On the Record
- 1959 : Glenn Gould: Off the Record
- 1959 : Fishermen
- 1959 : End of the Line
- 1959 : Emergency Ward
- 1959 : City Out of Time
- 1959 : The Canadians
- 1959 : The Back-breaking Leaf
- 1960 : Roughnecks: The Story of Oil Drillers
- 1960 : Opening Speech
- 1960 : Microscopic Fungi
- 1960 : Life in the Woodlot
- 1960 : I Was a Ninety-pound Weakling
- 1960 : Interview with Linus Pauling
- 1960 : Le soleil perdu
- 1960 : The Cars in Your Life
- 1960 : Arctic Outpost: Pangnirtung, N.W.T.
- 1960 : A Is for Architecture
- 1960 : Above the Timberline: The Alpine Tundra Zone
- 1960 : Notre univers
- 1961 : Very Nice, Very Nice
- 1961 : University
- 1961 : Trout Stream
- 1961 : Snow
- 1961 : The Price of Fire
- 1961 : New York Lightboard
- 1961 : Le Jeu de l'hiver
- 1961 : Glenn Gould
- 1961 : Festival in Puerto Rico
- 1961 : Do You Know the Milky Way?
- 1961 : The Days of Whiskey Gap
- 1961 : Cattle Ranch
- 1962 : Runner
- 1962 : Pot-pourri
- 1962 : The Peep Show
- 1962 : My Financial Career (en)
- 1962 : The Living Machine
- 1962 : Kindergarten
- 1962 : The Climates of North America
- 1962 : A Christmas Fantasy
- 1962 : Christmas Cracker (en)
- 1963 : The World of David Milne
- 1963 : Sky
- 1963 : Pipers and A'
- 1963 : The Origins of Weather
- 1963 : The Great Toy Robbery
- 1963 : Experimental Film
- 1963 : The Ride
- 1964 : Two-and-a-Half
- 1964 : Toronto Jazz
- 1964 : The Persistent Seed
- 1964 : Legault's Place
- 1964 : Jet Pilot
- 1964 : I Know an Old Lady Who Swallowed a Fly
- 1964 : The Hutterites
- 1964 : Free Fall
- 1964 : An Essay on Science
- 1964 : Eskimo Artist: Kenojuak (en)
- 1964 : The Edge of the Barrens
- 1964 : Country Auction
- 1964 : Antigonish
- 1964 : Above the Horizon
- 1964 : 21-87 (en)
- 1964 : Départ sans adieux (Nobody Waved Good-bye)
- 1965 : Two Men of Montreal
- 1965 : Stravinsky
- 1965 : The Sea Got in Your Blood
- 1965 : Satan's Choice
- 1965 : Experienced Hands
- 1966 : Take It from the Top
- 1966 : Island Observed
- 1966 : Helicopter Canada (en)
- 1966 : The Forest
- 1966 : Antonio
- 1967 : Dans le labyrinthe
- 1967 : Poen
- 1967 : Niagara Falls
- 1967 : Kurelek
- 1968 : Sir! Sir!
- 1968 : Christopher's Movie Matinee
- 1969 : Where Have All the Farms Gone?
- 1969 : Mrs. Ryan's Drama Class
- 1969 : McBus
- 1969 : If He Is Devoured, I Win
- 1969 : Falling from Ladders
- 1969 : Danny and Nicky
- 1970 : The Wish
- 1970 : The Winds of Fogo
- 1970 : Untouched and Pure
- 1970 : Sad Song of Yellow Skin (en)
- 1970 : A Rosewood Daydream
- 1970 : A Place for Everything
- 1970 : Pillar of Wisdom
- 1970 : Overspill
- 1970 : N-Zone
- 1970 : November
- 1970 : Legend
- 1970 : Here's to Harry's Grandfather
- 1970 : Half-Half-Three-quarters-Full
- 1970 : Girls of Mountain Street
- 1970 : A Film for Max
- 1970 : Espolio
- 1970 : The Burden They Carry
- 1970 : Prologue
- 1970 : Un pays sans bon sens!
- 1971 : Wet Earth and Warm People
- 1971 : Three Guesses
- 1971 : This Is a Photograph
- 1971 : Summer's Nearly Over
- 1971 : The Sea
- 1971 : Saskatchewan: 45 Below
- 1971 : Persistent and Finagling
- 1971 : Pearly Yeats
- 1971 : Paper Boy
- 1971 : Pandora
- 1971 : Once: Agadir
- 1971 : Norman Jewison, Filmmaker
- 1971 : The Mechanical Knee
- 1971 : Improv
- 1971 : God Help the Man Who Would Part with His Land
- 1971 : Garden
- 1971 : Dance Class
- 1971 : Atomic Juggernaut
- 1971 : Anger After Death
- 1972 : The Sloane Affair
- 1972 : One Hand Clapping
- 1972 : Mirage
- 1972 : Louisbourg
- 1972 : Light to Starboard
- 1972 : The Huntsman
- 1972 : Cowboy and Indian
- 1972 : Cold Pizza
- 1972 : Centaur
- 1972 : Beware, Beware, My Beauty Fair
- 1972 : Bannerfilm
- 1973 : Tickets s.v.p
- 1973 : The Streets of Saigon
- 1973 : Reaction: A Portrait of a Society in Crisis (en)
- 1973 : The Man Who Can't Stop
- 1973 : Jalan, Jalan: A Journey in Sundanese Java
- 1973 : Downhill
- 1973 : Child, Part 2: Jamie, Ethan and Keir: 2-14 Months
- 1973 : Child, Part 1: Jamie, Ethan and Marlon: The First Two Months
- 1973 : Accident
- 1973 : Coming Home
- 1974 : Waiting for Fidel (en)
- 1974 : Thunderbirds in China
- 1974 : Sananguagat: Inuit Masterworks
- 1974 : Running Time
- 1974 : The Players
- 1974 : Mr. Symbol Man
- 1974 : In Praise of Hands
- 1974 : Child, Part 3: Debbie and Robert: 12-24 Months
- 1974 : Action: The October Crisis of 1970 (en)
- 1975 : Symbol Boy
- 1975 : Musicanada
- 1975 : Metal Workers
- 1975 : Lumsden
- 1975 : Les «Canadienses»
- 1975 : I Am an Old Tree
- 1975 : Hinchinbrook Diary
- 1975 : The Forest Watchers
- 1975 : Face
- 1975 : Earthware
- 1975 : Descent
- 1975 : Alberta Girls
- 1976 : Wax and Wool
- 1976 : Threads
- 1976 : The Sword of the Lord
- 1976 : No Way They Want to Slow Down
- 1976 : The Great Clean-up
- 1976 : Coaches
- 1976 : Blackwood
- 1977 : You're Eating for Two
- 1977 : River: Planet Earth
- 1977 : I'll Go Again
- 1977 : I Hate to Lose
- 1977 : Child, Part 4: Kathy and Ian: Three-Year-Olds
- 1977 : One Man
- 1978 : Travel Log
- 1978 : Tigers and Teddy Bears
- 1978 : 'round and 'round
- 1978 : Meditation in Motion
- 1978 : It Wasn't Easy
- 1978 : An Easy Pill to Swallow
- 1978 : Child, Part 5: 4 Years - 6 Years
- 1979 : A Pinto for the Prince
- 1980 : Wuxing People's Commune
- 1980 : Stages
- 1980 : North China Factory
- 1980 : The Lost Pharaoh: The Search for Akhenaten
- 1980 : The Last Days of Living
- 1980 : From the Ashes of War
- 1980 : Co Hoedeman, Animator
- 1980 : China: A Land Transformed
- 1980 : North China Commune
- 1981 : Earle Birney: Portrait of a Poet
- 1982 : Time for Caring
- 1982 : Standing Alone
- 1982 : Reflections on Suffering
- 1982 : F.R. Scott: Rhyme and Reason
- 1982 : The Road to Patriation
- 1983 : Singing: A Joy in Any Language
- 1983 : Off the Wall
- 1984 : Musical Magic: Gilbert and Sullivan in Stratford

### Comme monteur
- 1943 : The Gates of Italy
- 1944 : Our Northern Neighbour
- 1944 : Battle of Europe
- 1945 : Gateway to Asia
- 1945 : Atlantic Crossroads
- 1949 : Science at Your Service
- 1949 : Children's Concert
- 1954 : The Magnificent
- 1955 : Look Alert, Stay Unhurt
- 1956 : Introducing Canada
- 1957 : Capitale de l'or
- 1958 : Pilgrimage
- 1959 : The Canadians
- 1960 : Le soleil perdu
- 1960 : Universe
- 1967 :  Dans le labyrinthe
- 1975 : Cold Journey
- 1977 : Back Alley Blue

### Comme réalisateur
- 1944 : Road to the Reich
- 1944 : Our Northern Neighbour
- 1944 : Inside France
- 1945 : Ordeal by Ice
- 1945 : Guilty Men
- 1945 : Gateway to Asia
- 1945 : Atlantic Crossroads
- 1947 : Fraternité
- 1948 : Hungry Minds
- 1956 : Introducing Canada
- 1959 : The Canadians

### Comme scénariste
- 1943 : The Gates of Italy
- 1944 : Road to the Reich
- 1944 : Battle of Europe
- 1945 : Guilty Men